# Eremocrinum
Eremocrinum, monotipski biljni rod iz porodice šparogovki smješten u tribus Chlorogaleae, dio je potporodice saburovki. Jedina vrsta je gomoljasti geofit E. albomarginatum, američki endem  iz Utaha i Arizone. 
Rod je opisan u Zoe 4: 53 (1893)

## Sinonimi
- Hesperanthes albomarginata M.E.Jones; Zoe 2: 251 (1891)